# Diamond Consultants
Diamond Management & Technology Consultants, também conhecida por Diamond Consultants, anteriormente chamada de Diamond Cluster, é uma empresa de consultadoria em gestão e tecnologia.